# طیاب (یمن)
 طیاب  دهستان کوچکی از توابع استان بیضاء در کشور یمن و در شبه جزیره عربستان واقع می‌باشد. این دهستان در ناحیهٔ (ذی ناعم) در بلاد البیضاء در پایهٔ کوه (طی) واقع شده‌است.

## جمعیت
جمعیت این دهستان در حدود ۶۶۷ نفر می‌باشد. ساکنان این دهستان از پیروان مذهب مالکی و از پیروان امام مالک ابن انس می‌باشند.

## منبع
- المقحفی، ابراهیم، احمد ، (مُعجَم المُدُن وَالقَبائِل الیَمَنِیَة) ، منشورات دار الحکمة، صنعاء، چاپ پنجم، وانتشار  سال ۱۹۸۵  میلادی به (عربی).